# Playa Los Biquinis
Playa Los Biquinis är en strand i Spanien.   Den ligger i regionen Kantabrien, i den norra delen av landet, 300 km norr om huvudstaden Madrid.